# Milatovac (gmina Žagubica)
Milatovac (cyr. Милатовац) – wieś w Serbii, w okręgu braniczewskim, w gminie Žagubica. W 2011 roku liczyła 680 mieszkańców.